# Cabezas cortadas
Cabezas cortadas es una película filmada por el cineasta brasileño Glauber Rocha en España en el año 1970. El rodaje se llevó a cabo en la comarca del Alto Ampurdán (Gerona). Es una de las películas menos conocidas de la filmografía de Rocha y el caso es singular, ya que el film trata sobre la locura decadente de un dictador, todo ello bajo el contexto franquista de la época.

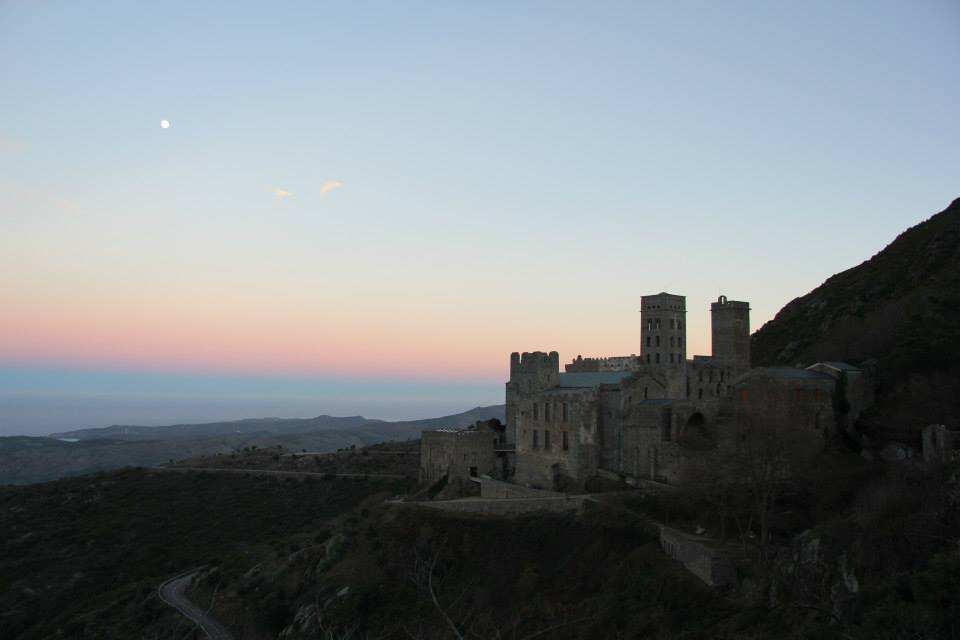
Escenario principal de la película 44 años después.

## Argumento
Desde su exilio en España, Rocha filma esta alegoría contra las dictaduras inspirada en Buñuel, su propia versión de la historia de la interacción entre España y América, sin ahorrar en metáforas visuales. En el fondo de un castillo de cuento, el exiliado mandamás de El Dorado (Francisco Rabal) llama a sus tierras, nostálgico, y planea el regreso. Por los caminos andan los mendigos, los milagros y los ejércitos. Dijo el propio Glauber Rocha: "Cabezas cortadas desmonta todos los esquemas dramáticos del teatro y del cine. El cine del futuro será sonido, luz, delirio, aquella línea interrumpida desde L'Age d'Or".

## Críticas
«(...) Glauber Rocha habla de la historia de América Latina, de Perón, de los ibéricos, moros y cristianos, mostrando a España como una ruina, como un loco que en el momento de morir vuelve a establecer la monarquía. Habla de Perón, de Franco, de Batista, de esos dictadores que se exilan en España, pero construye un sueño, materializando el inconsciente en sonidos-imágenes. Y cuando el inconsciente, el sueño, irrumpe en la realidad es como una máquina extraña a aquella realidad. Para Glauber, como dijo André Breton, “la metáfora tiene la capacidad de esculpir el espacio de lo real, en el caos de la razón”. Una cabeza griega, la cabeza de una civilización, la greco-romana-cristiana, apareció en el barro, cortada. 
Glauber construye una hipérbola. Encima de las palabras-título Cabezas cortadas, aparece una imagen formando figura de lenguaje audiovisual. La cabeza es una cabeza cortada de una estatua griega. Y dentro de la cabeza que se crea todo, la ciencia, el razonamiento. Cortar las cabezas. Cortar las amarras de la razón, del conocimiento racional, del positivismo, para comprender. Corte en el pensamiento racionalista. La oposición pasión-razón». Muerte del Patriarcado (política y ética). Raquel Gerber en Filme y Cultura nº 34. Río de Janeiro. Enero/febrero/marzo. 1980, p.36)

## Reparto
- Pierre Clémenti - Pastor
- Francisco Rabal - Díaz II
- Marta May - D. Soledad
- Rosa María Penna - Dulcinea
- Emma Cohen - prostituta
- Luis Ciges - mendigo
- Telesforo Sánchez - padre
- Víctor Israel – médico